# Мафра (парафія)
Мафра (порт. Mafra; МФА: [ˈma.fɾɐ]) — парафія в Португалії, у муніципалітеті Мафра. Розташована в західній частині країни, на теренах історичної португальської провінції Ештремадура. Входить до складу округу Лісабон. За адміністративним поділом, чинним до 1976 року, терени парафії були складовою провінції Ештремадура. Належить до Лісабонського патріархату Католицької церкви. Патрон — святий Андрій. Площа — 47,9527 км². Населення — 17986 ос. (2011). Середньо урбанізований регіон. Густота населення — 375,08 осіб/км²
. Код — 110909.

## Населення
| Кількість мешканців | Кількість мешканців | Кількість мешканців | Кількість мешканців | Кількість мешканців | Кількість мешканців | Кількість мешканців | Кількість мешканців | Кількість мешканців | Кількість мешканців | Кількість мешканців | Кількість мешканців | Кількість мешканців | Кількість мешканців | Кількість мешканців |
| ------------------- | ------------------- | ------------------- | ------------------- | ------------------- | ------------------- | ------------------- | ------------------- | ------------------- | ------------------- | ------------------- | ------------------- | ------------------- | ------------------- | ------------------- |
| 1864                | 1878                | 1890                | 1900                | 1911                | 1920                | 1930                | 1940                | 1950                | 1960                | 1970                | 1981                | 1991                | 2001                | 2011                |
| 3 337               | 3 231               | 3 658               | 4 482               | 4 459               | 4 242               | 5 339               | 5 188               | 6 614               | 7 032               | 5 166               | 8 702               | 8 823               | 11 276              | 17 986              |

## Пам'ятки
- Мафрський палац — колишній францисканський монастир і королівський палац XVIII століття. Найбільша пам'ятка бароко в Португалії.